# Římskokatolická farnost Svatý Jan nad Malší
Římskokatolická farnost Svatý Jan nad Malší je územním společenstvím římských katolíků v rámci vikariátu České Budějovice - venkov českobudějovické diecéze.

## O farnosti

### Historie
Až do 18. století zde existovala pouze ves Ločenice (latinský název farnosti je stále Lotschenicium), poblíž které v roce 1732 měl farář z Velešína vidění pěti zářících hvězd (což je jeden z atributů sv. Jana Nepomuckého) a inspirovalo jej to k založení poutní kaple, která byla zasvěcena sv. Janu Nepomuckému. Postupem času zde vznikla poutní tradice, kaple byla rozšířena na kostel a kolem něj vznikla vesnice. Roku 1786 byla ve vsi zřízena lokálie a z té byla v roce 1856 vytvořena samostatná farnost.

### Současnost
Farnost nemá sídelního duchovního správce a je administrována ex currendo z Velešína v sousedním českokrumlovském vikariátu.
| Fotografie | Kostel                      | Místo               | Bohoslužba             | Bohoslužba             | Poznámka     |
| ---------- | --------------------------- | ------------------- | ---------------------- | ---------------------- | ------------ |
|            | Kaple sv. Anežky České      | Ločenice            | neslouží se pravidelně | neslouží se pravidelně | obecní kaple |
|            | Kostel sv. Jana Nepomuckého | Svatý Jan nad Malší | neděle středa          | 8.15 17.00             | farní kostel |